# 丹·科洛夫
东丘·科列夫·达涅夫（1892年12月27日——1940年3月26日），更为人熟知的名字是丹·科洛夫（他是一名保加利亚的摔跤手以及综合格斗家，生于保加利亚塞夫列沃市的伞尼克村，他是来自保加利亚的第一位欧洲自由式摔跤冠军。
1936年在巴黎的冠军赛中他获得了欧洲金奖，这是继尼古拉·彼得罗夫在1900年的希腊罗马式摔跤冠军头衔之后，保加利亚的第二次荣耀。

## 早期
东丘·科列夫·达内夫出生于1892年12月27日，在塞夫列沃市的伞尼克村。他在七岁时候父亲去世，他悲惨的遭遇迫使他放羊为生。1905年他离开保加利亚去往奥匈帝国。1909年，他遇到了另一位保加利亚摔跤手是尼古拉·彼得罗夫，受尼古拉的说服，他移民到了美国。

## 摔跤和武术生涯
17岁，科洛夫离开保加利亚前往美国。他从事了各种各样的工作，直到他找到了铁路建筑工人的工作。他强大的体力让人印象深刻，他能够在脖子上扭曲铁轨。他甚至在打猎时与熊搏斗，传说他赤手空拳与那野兽搏斗了一个小时，最后有幸用他的步枪杀死了它。显然，目击者们看到了熊脖子上留下的科洛夫的手印。后来，他被“维多利亚马戏团”雇为摔跤手。上个世纪初，摔跤以自由式摔跤为代表，就是允许拳打脚踢。这是一项可能严重受伤的危险运动 。“想抓哪就抓哪”（CACC）或者“擒拿摔跤”被认为是当今的的“综合格斗”之父。
在被斯坦尼斯劳斯·兹比什科发现和培训成职业摔跤手之前，科洛夫是自学的。他是第一位两次夺取了职业世界重量级摔跤冠军“钻石腰带”的摔跤手。他最著名的胜利有：1919年纽约VS鲁迪•杜塞克（Rudy Dusek），1921年东京VS “扼杀者”Jiki Higen，1933年巴黎VS亨利·德格朗。他还是三次（1934年、1937年和1937年）欧洲重量级冠军。1937年，科洛夫击败了当时的欧洲重量级冠军，美国人阿尔·佩雷拉，在与乔·萨沃尔迪（Joe Savoldi）搏斗前，佩雷拉赢回冠军，然后又被科洛夫夺回。
从参与工人间组织的摔跤开始他的摔跤职业生涯，之后再1914年的“维多利亚”马戏团他赢得了锦标赛。当马戏团的团长邀请公众来与明星杰夫·劳伦斯（Jeff Lawrence）竞争检查他的体力时，科洛夫接受了挑战并成功压倒了233英镑重的摔跤手。他在那时赢得了许多著名的综合格斗选手，比如：杰夫·劳伦斯（Jeff Lawrence）、斯坦尼斯劳斯·兹比什科（Stanislaus Zbyszko）、杰克·希雷（Jack Shirey）（又叫“闪电侠”）、鲁迪·杜塞克（Rudy Dusek）、乔·斯泰克（Jo Stecker）、“扼杀者”埃德·刘易斯（Ed Lewis）和吉姆·布朗宁（Jim Browning）。他被邀请去日本，在那里他战胜了“扼杀者”（Djiki Hegen），一位日本的摔跤偶像，作为专业选手在此之前从未失败过。在科洛夫胜利后，公众们试图杀死他，如此事件在比赛前也发生过，科洛夫成功地躲过一把从窗外飞来的匕首。在巴黎的综合格斗锦标赛中，科洛夫赢得了他所有的比赛对手，包括最后与亨利·德格朗的搏斗。

### 胜场
科洛夫有1500到2000次的搏斗，几乎赢得了所有，他的胜利包括：
- 2次世界重量级冠军钻石腰带（1927年和1933年）
- 3次欧洲重量级冠军 (1934年、1937年和19371938年)
- 1次日本锦标赛冠军 (1924年)
- 1 次巴西锦标赛冠军 (1927年)
- 美国锦标赛多次冠军 (1914/1927年)

### 负场
科洛夫在正式比赛中又三次记录的失败

## 回归保加利亚
在异国30年后，他回到了保加利亚并被认为是民族英雄。在他整个职业生涯中，他曾被多次要求更换成美国国籍，他都以“丹•科洛夫是保加利亚人”回绝了。科洛夫直到去世一直以保加利亚为豪，并因他的话而出名“我感觉很强壮，因为我是保加利亚人。”对他来说，他的祖国是最圣洁最神圣的，他记着帮助许多国内外的保加利亚人。他把他所有的钱捐助于慈善。保加利亚国家邮政的第一架飞机就是他捐赠的。
回国后，他的大部分时间用于建立摔跤俱乐部，培训年轻人。并继续职业比赛直到他生命的最后几年。他也在索菲亚组织了多次摔跤比赛，并捐赠了所有的收益。他还有一句名言，在他回归保加利亚之际，他被问到是否需要有人用四轮马车来接他时，他答道：“我是走着离开家的，我会走着回去！”
在1944年9月9日以后，新的共产主义政府授予了他“荣誉运动大师”的崇高荣誉。
1962年，为了纪念他，保加利亚摔跤联合会组织了一场以他名字命名的自由式摔跤锦标赛。
1999年，制作了有关他生平的电影“丹·科洛夫——摔跤之王”

## 死亡
科洛夫于1940年3月26日患肺结核去世，他的棺木是由塞市的第九炮兵部队的军官们抬着，由一个骑兵队的荣誉陪伴护送。根据他特别的要求，他被埋葬在面对巴尔干山的地方（巴尔干山般巨人对着巴尔干山"Balkan against Balkan”），因为Balkan在保语里是巴尔干山脉的意思。
每年，在塞夫列沃市都举办纪念科洛夫的自由式摔跤锦标赛。

### 关于他去世的谣言
其中一个有关他状况的版本是，他并非受自然感染，而是被法国医生故意感染，据了解，有许多人企图让科洛夫受辱和取消比赛资格。

## 摔跤方面
- 绰号
  - 保加利亚雄狮
  - 金刚
  - 摔跤之王
  - 钢铁之手

## 冠军和成就
- 世界重量级冠军钻石腰带（2次）
- 欧洲重量级冠军（3次）
- 巴西锦标赛（1927年）
- 日本锦标赛（1924年）
- 美国锦标赛（1914/1927年）